# Ischnopsyllus infratentus
Ischnopsyllus infratentus är en loppart som beskrevs av Wu Houyong, Wang Zine et Liu Quan 1988. Ischnopsyllus infratentus ingår i släktet Ischnopsyllus och familjen fladdermusloppor. Inga underarter finns listade i Catalogue of Life.